# نیوفیلدس (نیوهمپشایر)
نیوفیلدس (به انگلیسی: Newfields) شهری در ایالت نیوهمپشایر کشور ایالات متحده آمریکا است که جمعیت آن در سرشماری سال ۲۰۱۰ میلادی، ۳۰۱ نفر بوده‌است.

## نگارخانه

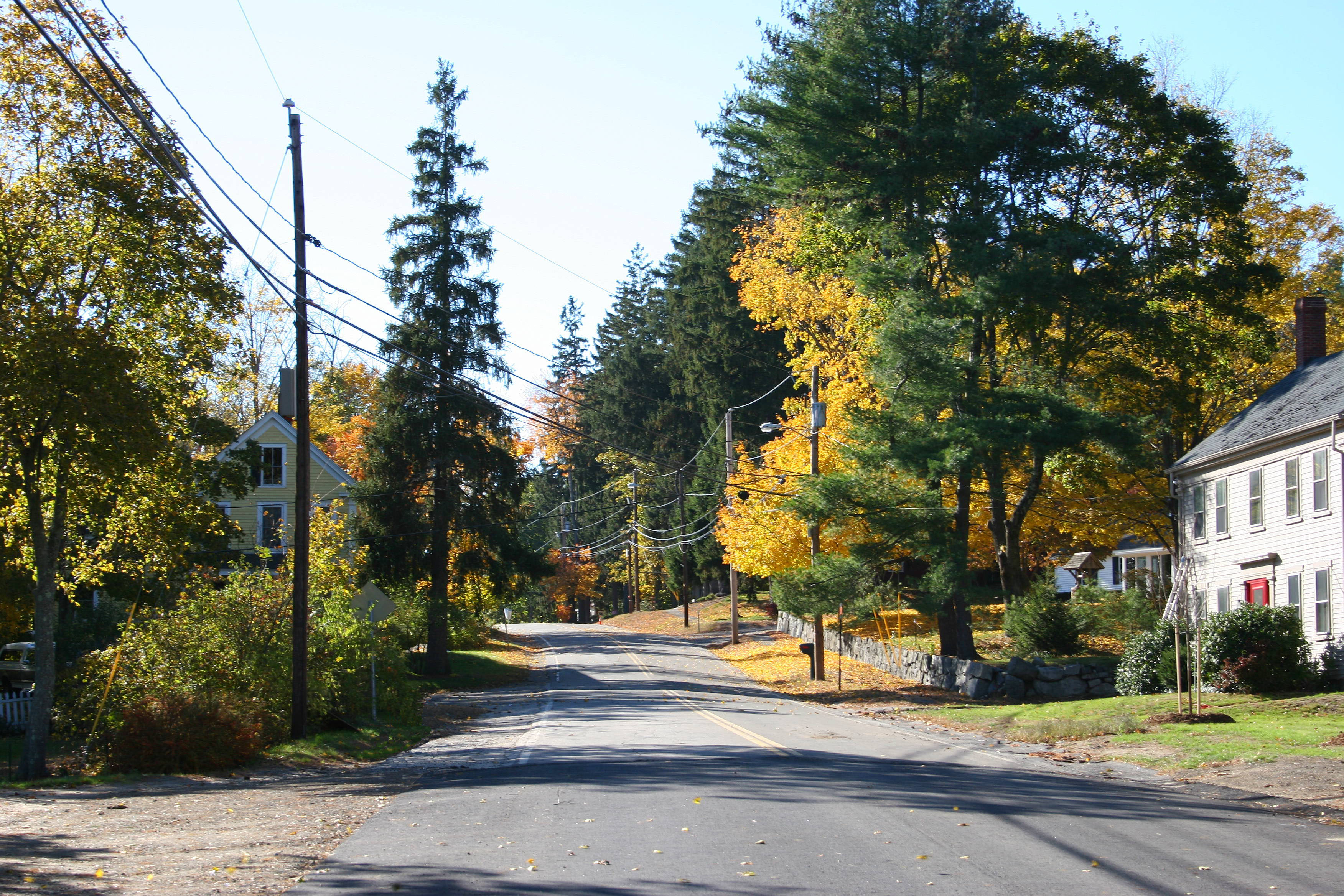
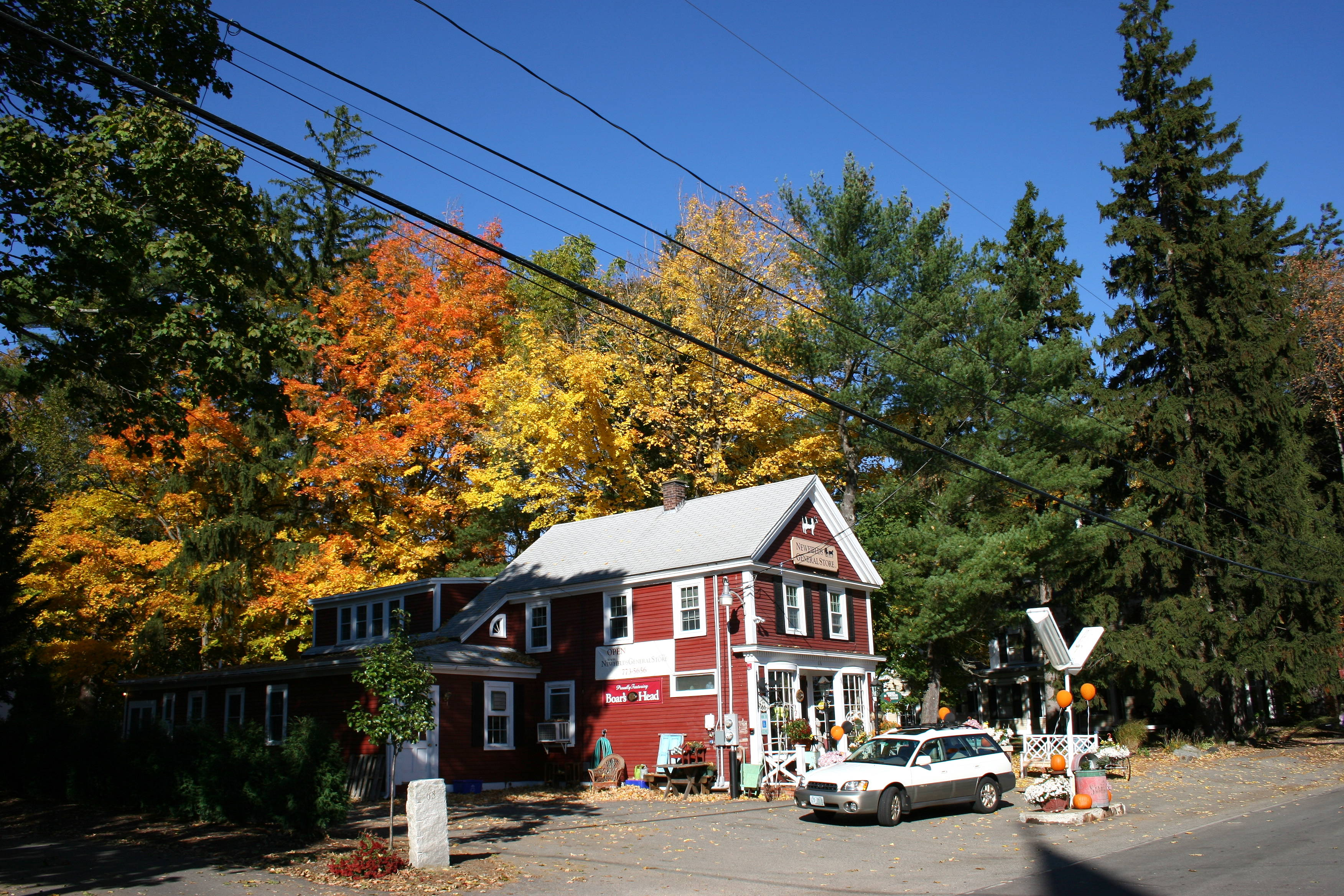
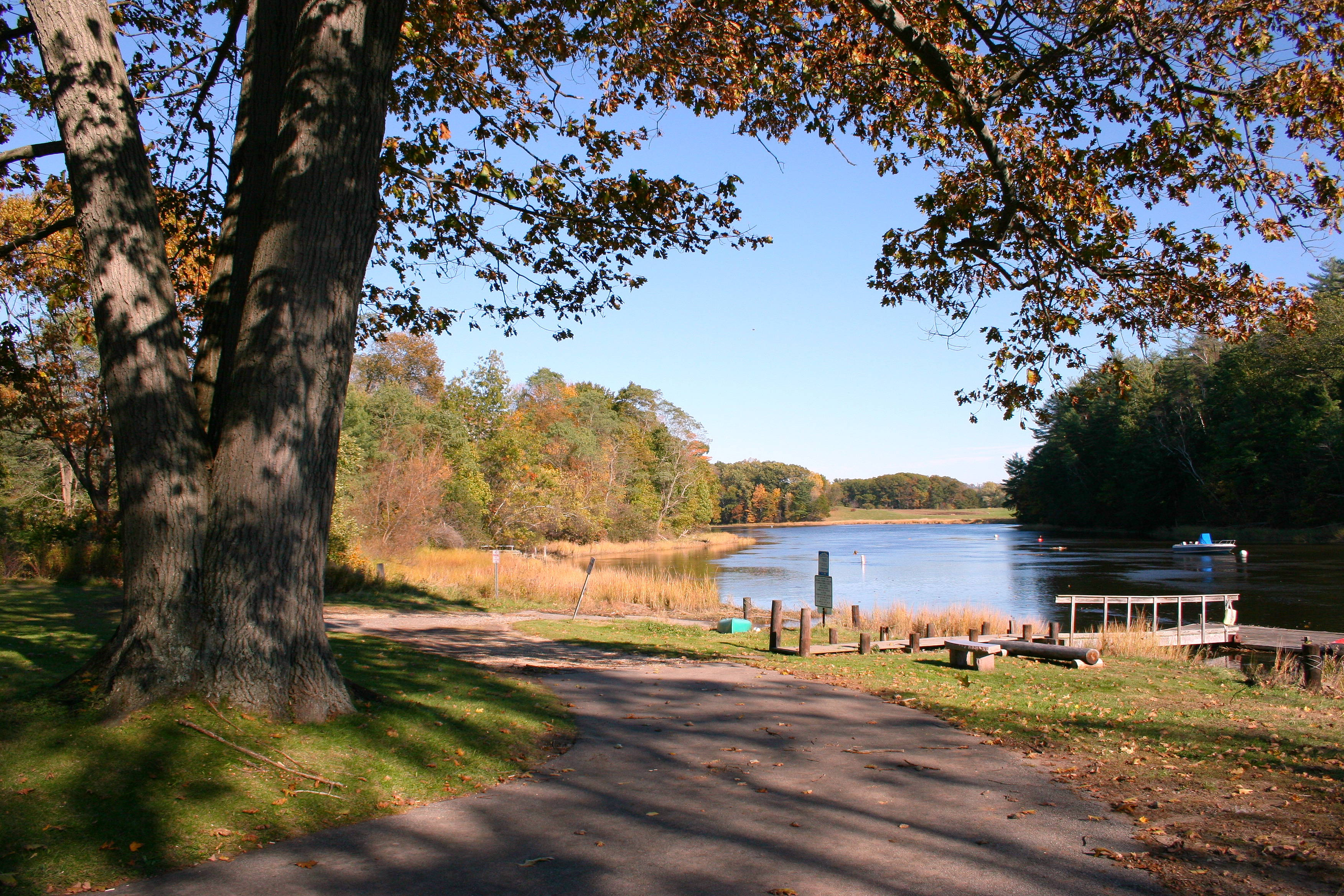